# ГАЗ-3102
ГАЗ-3102 «Волга» — це легковий автомобіль E-класу в 4-дверному кузові седан, який був вперше представлений російською автомобільною компанією ГАЗ у 1981 році на рівні дослідно-промислових партій, а в 1982 році вже був запущений в серійне виробництво. Ця модель прийшла на зміну автомобіля ГАЗ-24. ГАЗ-3102 виготовлявся в обмежених кількостях на окремій виробничої лінії паралельно з більш великим автомобілем класу ГАЗ-14 «Чайка». Спочатку модель 3102 призначалася виключно для керівництва державних установ та відомств, у зв'язку з чим, для продажу населенню і в таксомоторні парки вона не надходила. 

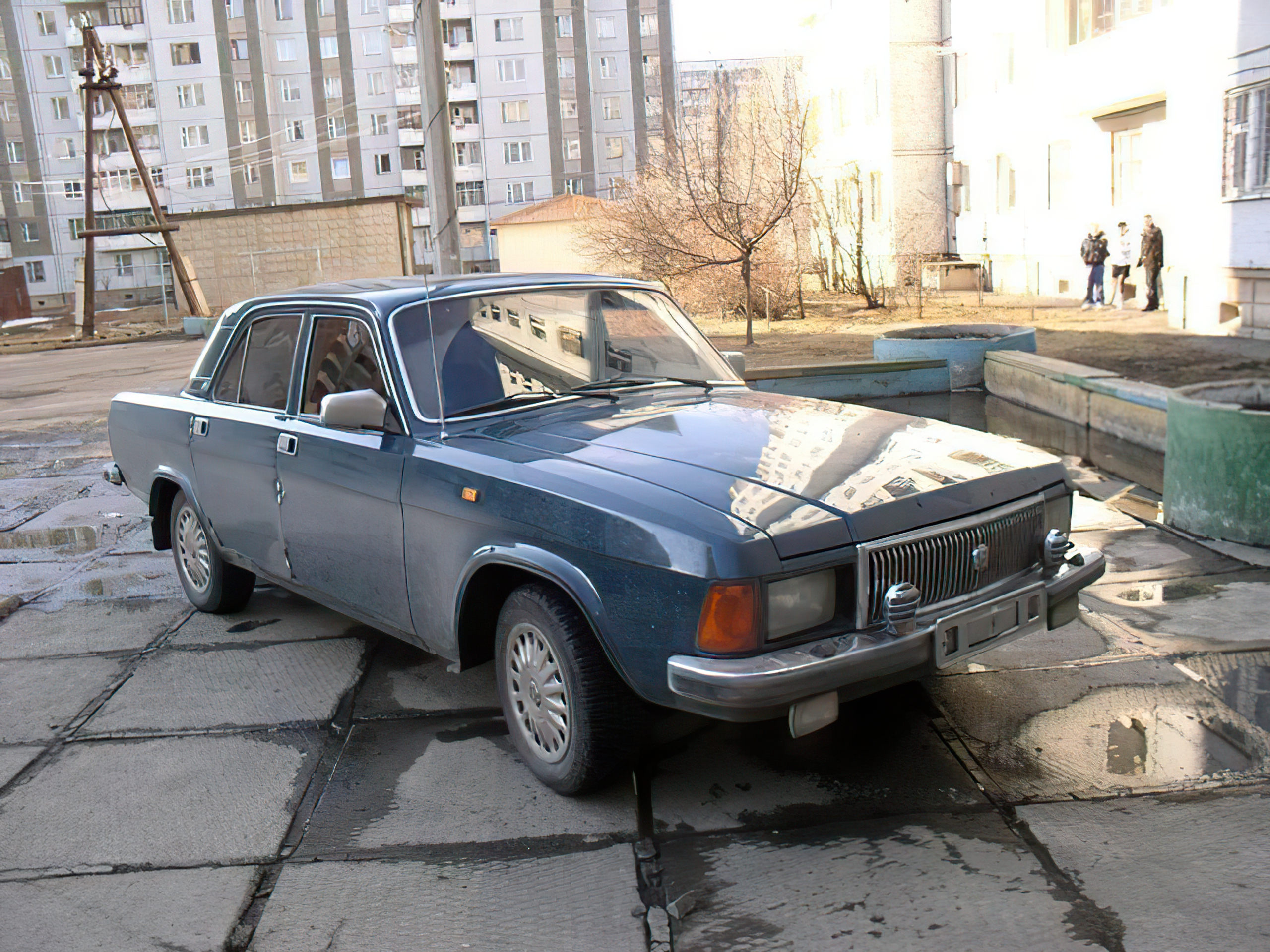
ГАЗ-3102 «Волга»

Перші версії автомобіля ГАЗ-3102 оснащувалися форкамерно-факельним двигуном ЗМЗ-4022.10 (паливо підпалювалося не безпосередньо свічкою, а струменем розпечених газів, що виривається в камеру згоряння із спеціальної форкамери) з трьохкамерним карбюратором (К-156) об'ємом 2.5 літра. Потужність такого мотора становила 105 к.с. До 1990-х років форкамерний силовий агрегат ЗМЗ-4022.10 змінив ЗМЗ-402 традиційної конструкції. Варто відзначити, що модель 3102 є першим автомобілем з сімейства «Волга», на який було встановлено форкамерний двигун. Але не тільки двигун був новинкою в технічному оснащенні. Модель ГАЗ-3102 перша з свого сімейства була оснащена дисковими чотирьохпоршневими передніми гальмами. Що стосується трансмісії, то спочатку автомобіль оснащувався 4-ступінчастою механічною коробкою передач.

## Модернізації моделі

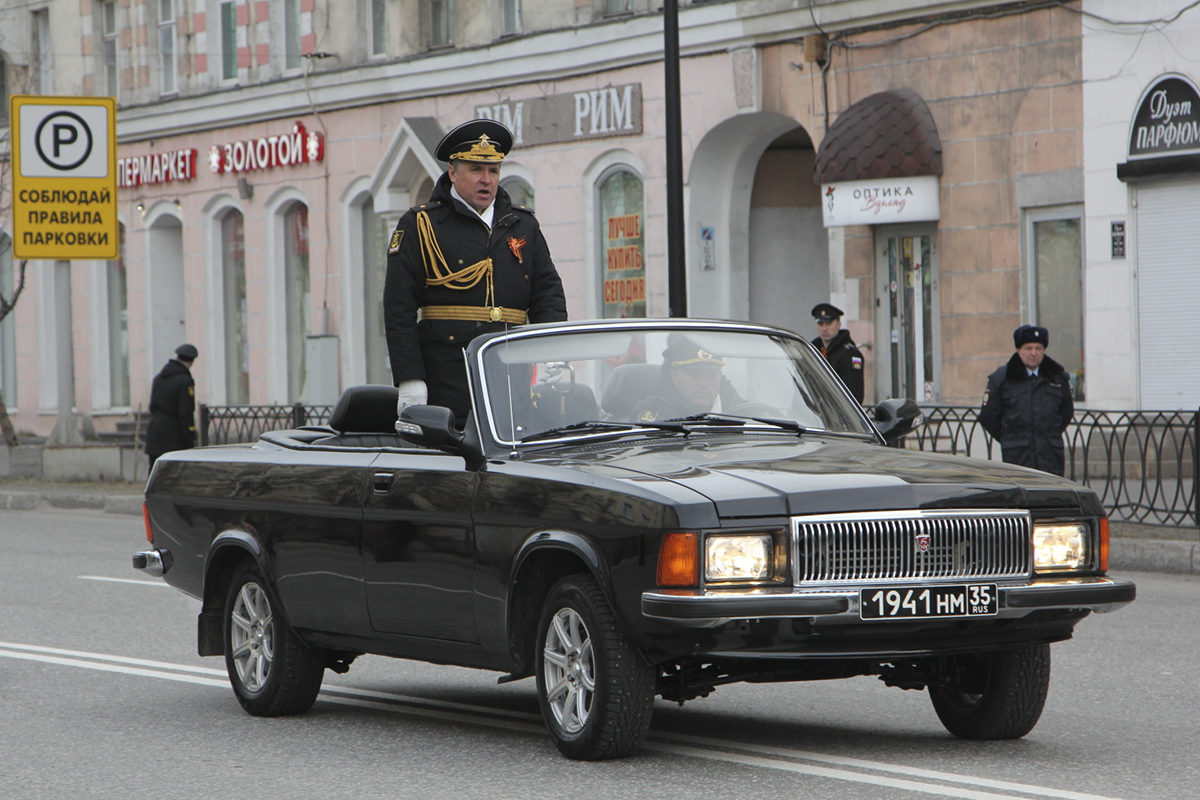

У 1997 році модель ГАЗ-3102 модернізована, зміни торкнулися як технічну частину автомобіля, так і його інтер'єр. Седан отримав нову 5-ступінчасту механічну коробку передач, карданний вал з проміжною опорою, нерозрізний задній міст, гідропідсилювач керма, передні вентильовані дискові гальма «Lucas», 15-дюймові колеса і нові ковпаки. У салоні автомобіля оновли приладову панель, а сидіння були запозичені у моделі ГАЗ-3110.
Основним двигуном на 3102 став 2,3-літровий ЗМЗ-4062.10 з чотирма клапанами на циліндр і розподіленим уприскуванням палива, але на автомобіль встановлювали і простіші карбюраторні 2,5-літрові мотори ЗМЗ-402.10 (бензин АІ-92) і ЗМЗ-4021.10 (АІ-80), а на замовну версію 3102-500 - дрібносерійний двигун ЗМЗ-4064.10 потужністю 200 к.с. З 2004 р. частина автомобілів оснащувалася двигунами «Крайслер 2.4 DOHC».
Різні тюнінгові фірми з початку 90-х на замовлення встановлюють на 3102 різноманітні аксесуари: нові зовнішні пластикові елементи обробки, електросклопідйомники, електроприводи дзеркал, кондиціонер і т. д., виготовляють подовжену версію («стретч») ГАЗ-31024, монтують імпортні бензинові двигуни «Тойота» і «Ровер», що комплектуються також АКПП.
Крім того, 3102 служить для створення автомобілів з прихованим бронюванням, наприклад, Ріда-2999.
У 2003 році автомобіль ГАЗ-3102 отримав бесшкворневу передню підвіску, стабілізатор поперечної стійкості в задній підвісці і нові (чеські) ручки дверей.
У 2005 році інтер'єр ГАЗ-3102 був змінений. Автомобіль отримав новий салон від масової моделі ГАЗ-31105.
В липні 2007 році ГАЗ-3102 модернізували за допомогою німецьких фахівців.
З 2008 року на ГАЗ-3102 встановлюються двигуни серії ЗМЗ-405 робочим об'ємом 2,5 літра, що відповідають екологічним нормам Євро-3.
У листопаді 2008 року ГАЗ-3102, як і вся задньопривідна лінійка автомобілів «Волга», був в умовах фінансової кризи знятий з виробництва, проте поодинокі екземпляри автомобіля під замовлення збирають вручну в заводському ательє.

## Огляд основних модифікацій
Існували такі модифікації ГАЗ-3102: 
- ГАЗ-310207 - для країн з тропічним (сухим і вологим) кліматом;
- ГАЗ-3102Л - подовжений варіант (1987 рік);
- ГАЗ-31014 - 1985 рік;
- ГАЗ-31015 - з 2,67-літровим двигуном Mercedes-Benz (1989 рік);
- ГАЗ-31016 (встановлювався 3,4-літровий двигун від ГАЗ-3105);
- ГАЗ-31017 - з наддувним двигуном ЗМЗ-4064);
- ГАЗ-3106М - ходовий макет повнопривідного автомобіля з кузовом 3102) - 1986 рік;[2]
- ГАЗ-31013 - з карбюраторним двигуном V8 моделі ЗМЗ-505 (5,53 л, 195 к.с.) і АКПП від моделі ГАЗ-13 «Чайка».
- ГАЗ-31022 - універсал на базі ГАЗ-3102.[3]

### ГАЗ-31013
У сімейство також входив седан спеціального призначення («догонялка») ГАЗ-31013 з карбюраторним двигуном V8 моделі ЗМЗ-505 (5,53 л, потужність 195 к.с. при 4000 об/хв, крутний момент 405 Нм при 2200-2500 об/хв) і АКПП від моделі ГАЗ-13 «Чайка». Навіть зараз помітно, який це потужний і швидкий автомобіль. В 1982 році модель зійшла з конвеєра. На дорогах рівних їй за швидкістю просто не було. 31013-у можна вважати оригінальним прикладом заводського тюнінга. Зрозуміло, в 1982 році фахівці ГАЗу такого слова і не чули, але саме явище існувало: приміром, заводчанам доводилося збирати обмежену партію «Побєд» для спецслужб, з великими потужними моторами, а пізніше - 23-ю на базі 21-ї «Волги». Тоді-то і з'явилася назва «доганялка», точно виражає призначення машини. Пізніше, коли завод перейшов на виробництво «цивільних» ГАЗ-24, особливий цех, як і раніше функціонував. Піком їх еволюції стала «Волга» ГАЗ-31013 на базі 3102-ї.
Автомобілі збирали вручну: кузова (з додатковою віброшумоізоляцією) лудили, фарбували по «Чайковських» технологіях - з кількома шарами емалі і лаку. Дрібносерійне виробництво дозволяло оснастити спецмашини всіляким додатковим обладнанням. На всіх стояло рульове управління з гідропідсилювачем, на деяких - кондиціонери та електросклопідйомники.

## У світі масштабних моделей
- Всього один рік, з 1986 по 1987 заводом Радон вироблялась модель ГАЗ-3102 під номером А38. Дана модель дуже рідкісна в наш час.
- Масштабна модель ГАЗ-3102 в масштабі 1:43 виготовлялась холдингом «ІНКОТЕКС».
- У червні 2010 року, в рамках проекту «Автолегенды СССР» від видавництва «ДеАгостіні», вийшла модель ГАЗ-3102 чорного кольору.